# Belgrandiella haesitans
Belgrandiella haesitans е вид охлюв от семейство Hydrobiidae. Видът не е застрашен от изчезване.

## Разпространение и местообитание
Разпространен е в Гърция.
Обитава сладководни басейни и реки.